# 강대호 (희극인)
강대호(1978년 5월 16일 ~ )는 대한민국의 희극 배우이다.

## 출연작

### 방송
- 폭소클럽 (KBS)
- 개그사냥 (KBS)
- 개그스타 (KBS)